# Văn Nghĩa
Văn Nghĩa là một xã thuộc huyện Lạc Sơn, tỉnh Hòa Bình, Việt Nam.
Xã Văn Nghĩa có diện tích 30,82 km², dân số năm 1999 là 5836 người, mật độ dân số đạt 189 người/km².